# Címolo
Címolo (em grego clássico: Κίμωλος; romaniz.: Kímolos; em latim: Cimolus) é uma ilha Grega no mar Egeu. Encontra-se no sudoeste do grupo de ilhas Cíclades, perto da ilha maior de Milos. Címolo é o centro administrativo do município de Címolo, que também inclui as ilhas desabitadas de Políegos, Ágio Eustácio e Ágio Geórgio. A ilha tem uma área de 36 quilômetros quadrados, enquanto a área do município é de 53.251 quilômetros quadrados, e registrou uma população de 910 habitantes no censo de 2011.

## Geografia
Címolo fica a noroeste da ilha maior de Milos, separada por um canal de 1 km de largura. O ponto mais alto é o monte Paleocastro, a 364 metros (1.194 pés). A única cidade é Corio, localizada em uma colina no oeste da ilha. Há também assentamentos menores de Psati (porto), Gupa, Cara, Prasa, Aliqui, Bonatsa e Decas.
A leste de Címolo fica a ilha de Políegos, metade do seu tamanho. Políegos é a maior ilha desabitada do mar Egeu. Também faz parte do município de Címolo.

## Galeria

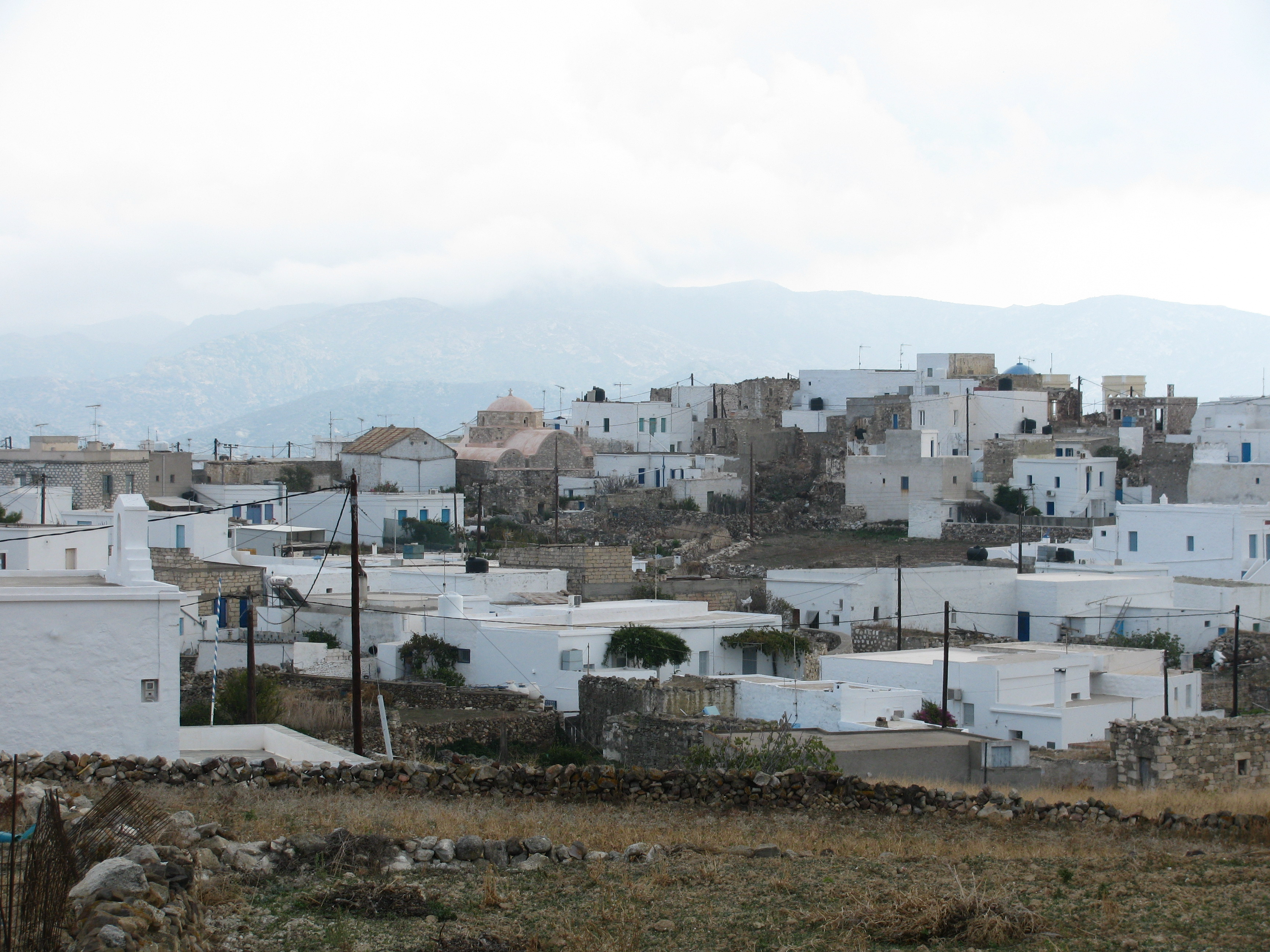
Aldeia de Címolo
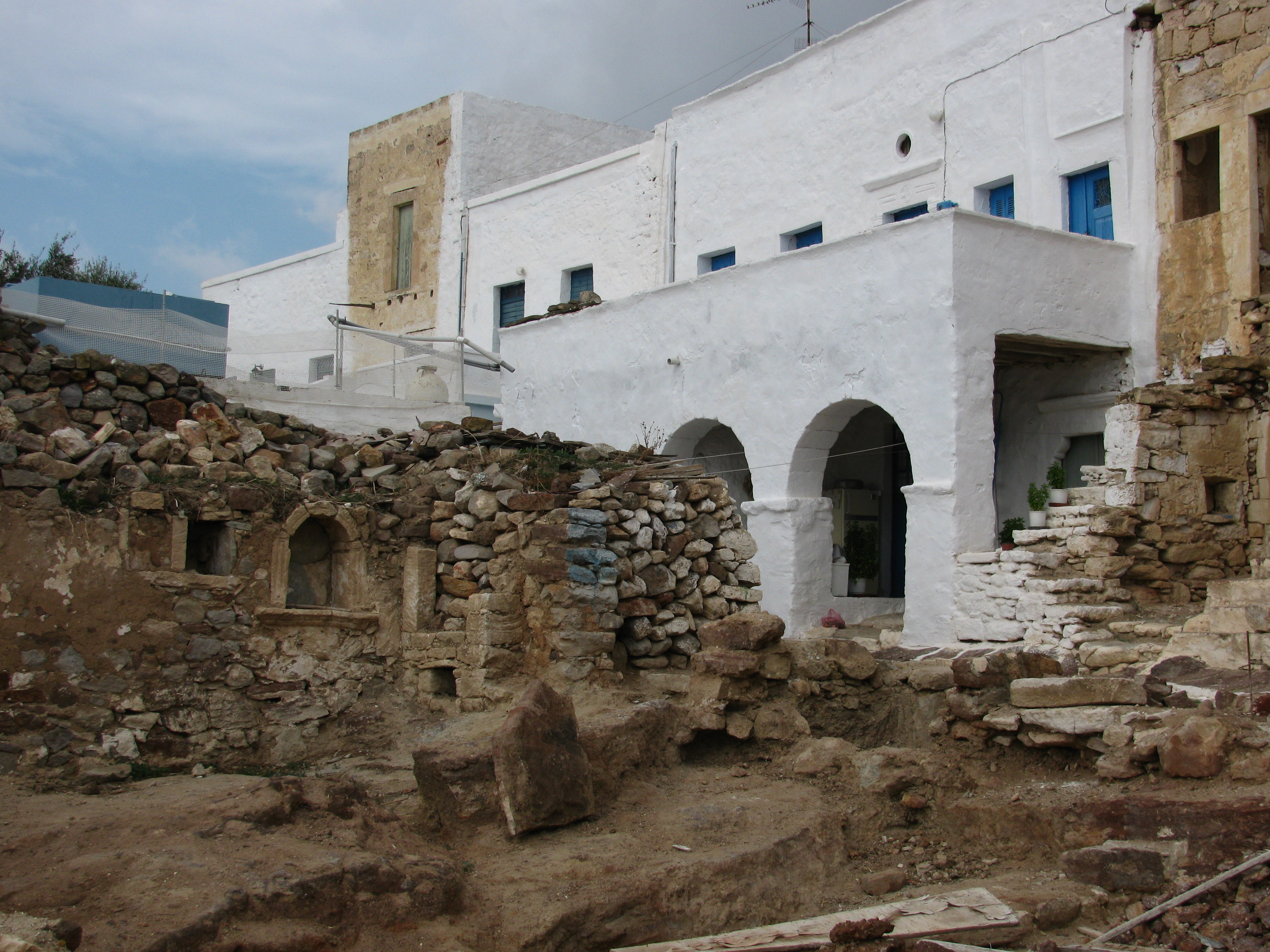
Címolo, ruínas do castelo no meio do Chora
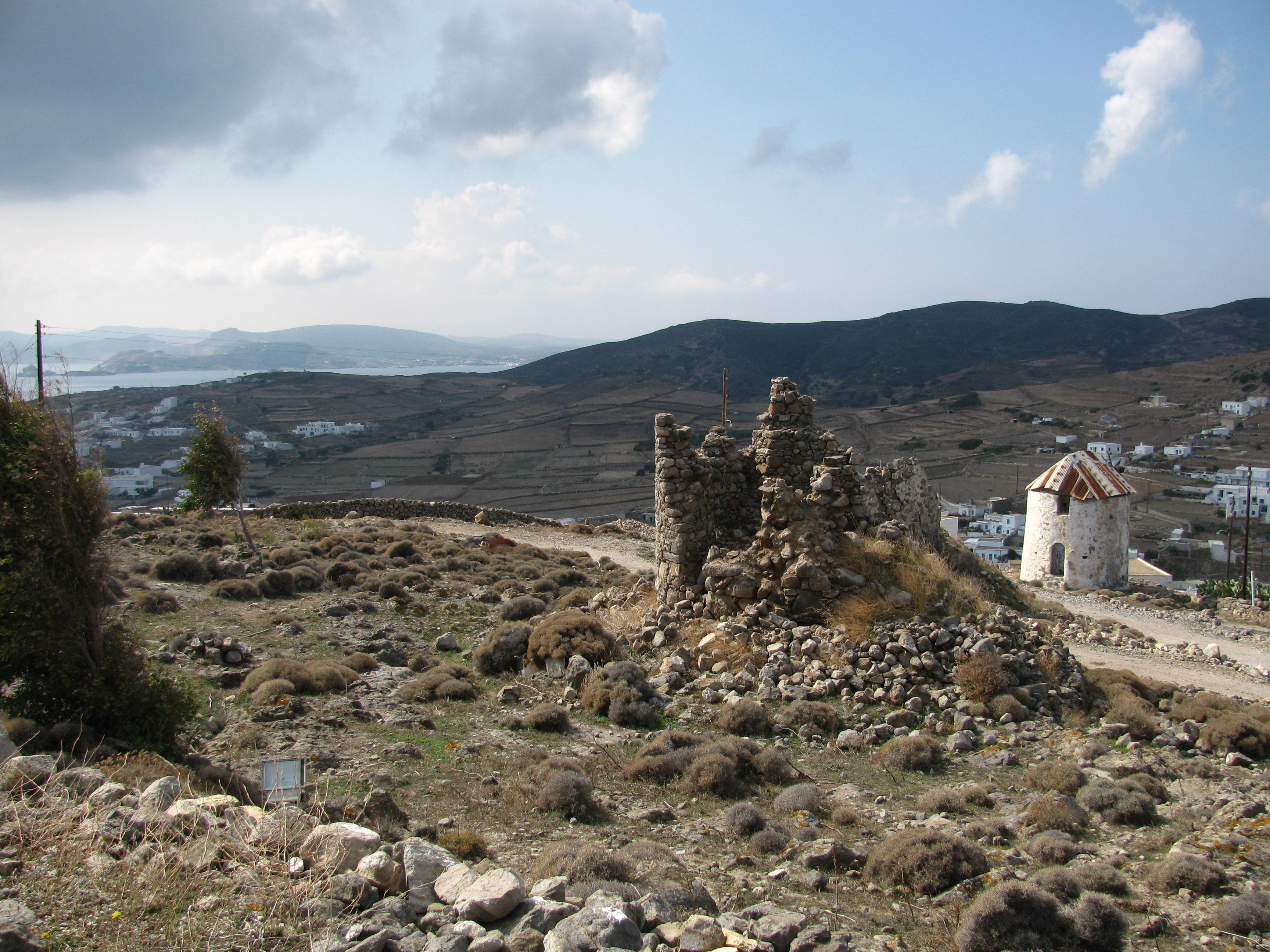
Moinhos de vento em Címolo
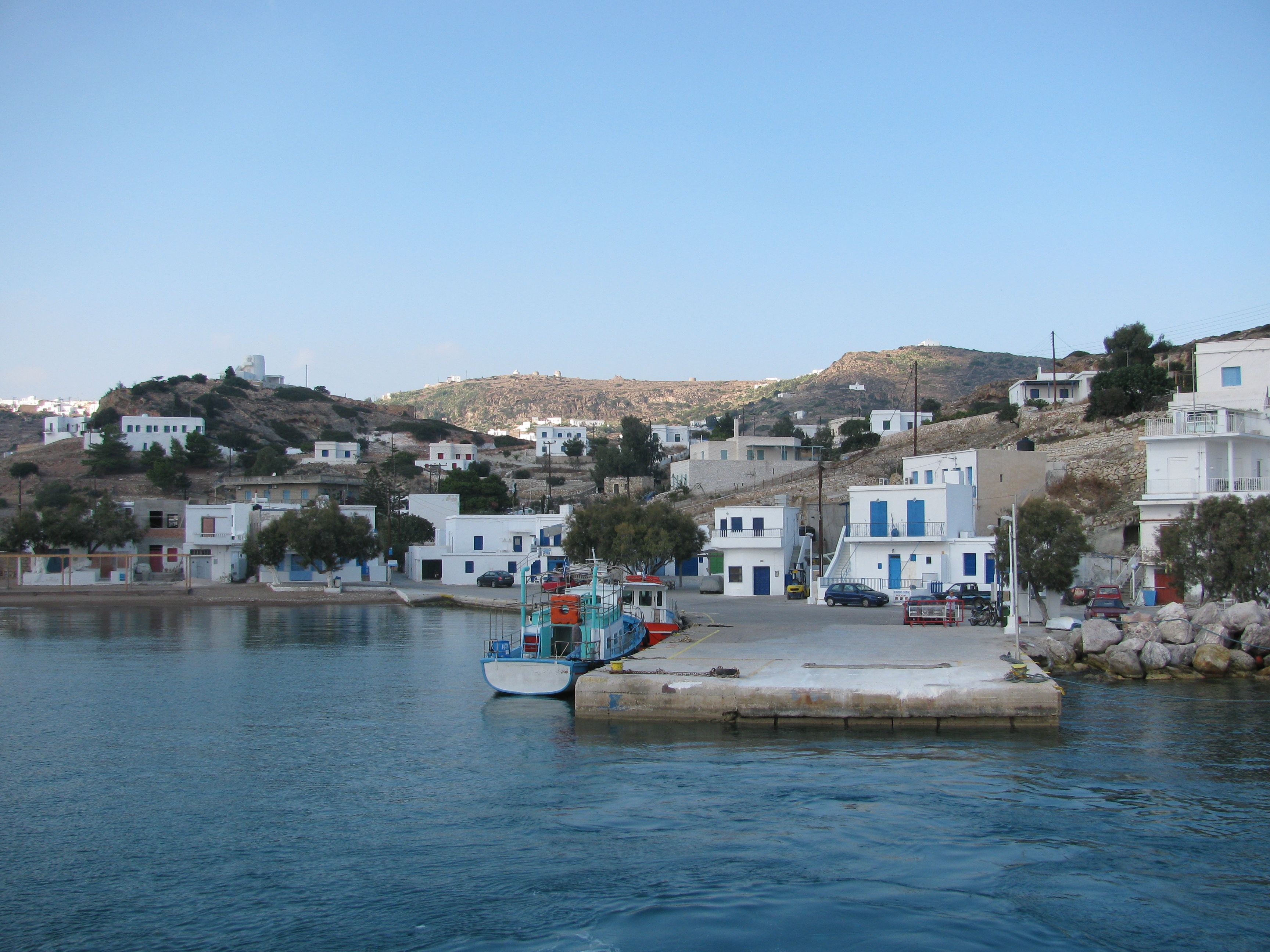
Psathi, a aldeia portuária de Címolo
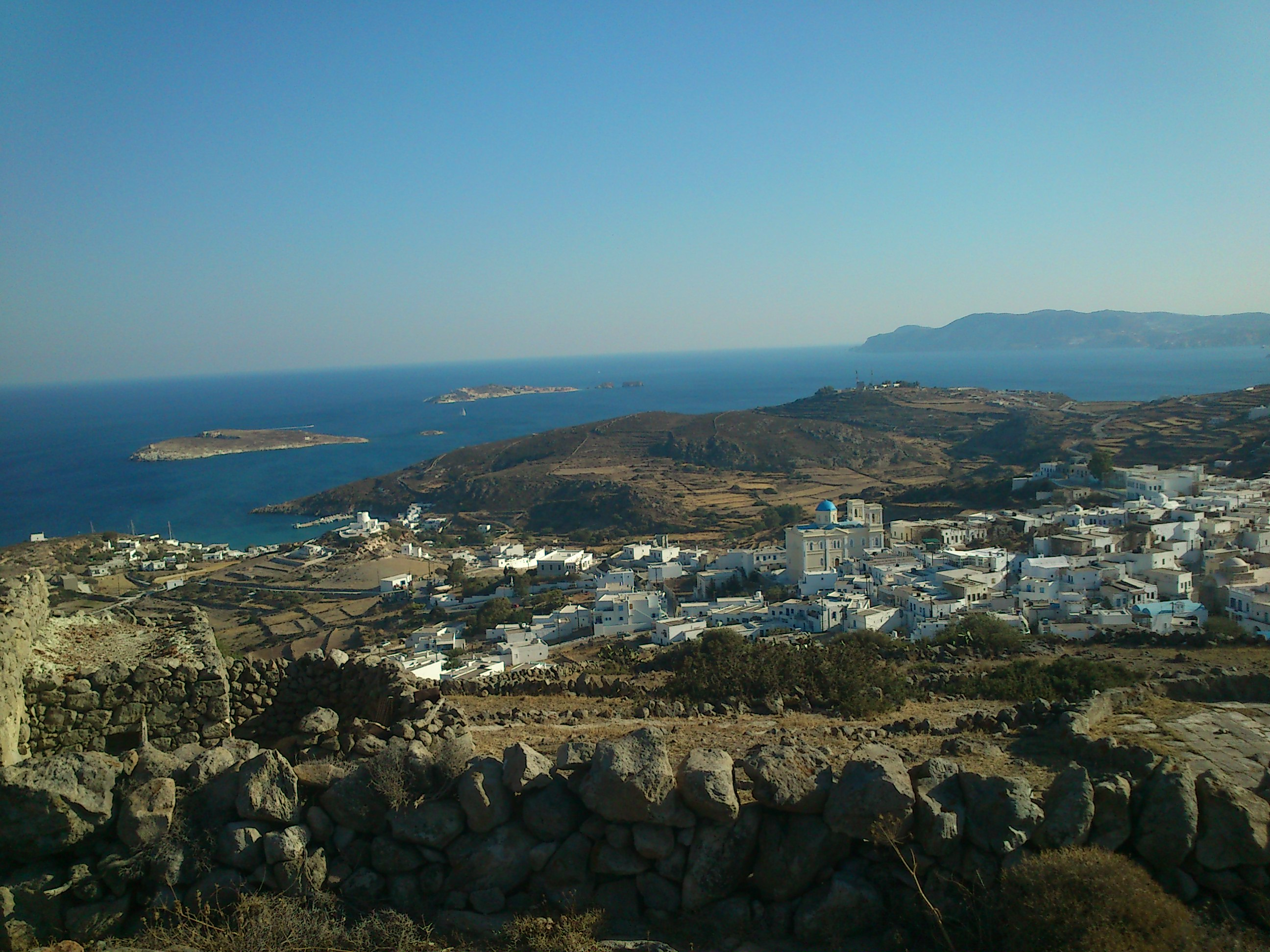
Vista do porto de Címolo

## Externo ligações
- «Site oficial do município de Kimolos» (em grego)
- «Guia turístico de Kimolos» (em inglês)